# Grey's Anatomy (14.ª temporada)
A décima quarta temporada do drama médico televisivo americano Grey's Anatomy foi encomendada em 10 de fevereiro de 2017 pela American Broadcasting Company (ABC). Estreou em 28 de setembro de 2017 com uma estreia especial de duas horas e foi concluída em 17 de maio de 2018, consistindo em 24 episódios, com o sétimo episódio marcando o 300º episódio da série em geral. A temporada é produzida pela ABC Studios, em associação com a Shondaland Production Company e a The Mark Gordon Company; os showrunners são Krista Vernoff e William Harper.
A temporada é a primeira a não apresentar Jerrika Hinton como Dra. Stephanie Edwards desde sua introdução na nona temporada, após sua partida na conclusão da temporada anterior. A temporada marca a última aparição de Martin Henderson, Jason George, Jessica Capshaw e Sarah Drew como membros do elenco principal da série, bem como a primeira aparição de Jaina Lee Ortiz como Andy Herrera, a personagem principal do segundo spin-off da série, Station 19.
Em 20 de abril de 2018, a ABC renovou oficialmente Grey's Anatomy para a décima quinta temporada.

## Enredos
A temporada segue a história dos residentes, internos, assistentes cirúrgicos e cirurgiões, à medida que experimentam as dificuldades das carreiras competitivas que escolheram. Está situado na ala cirúrgica do fictício Grey Sloan Memorial Hospital, localizado em Seattle, Washington.
Após a explosão no Grey Sloan Memorial Hospital, a chefe Miranda Bailey (Chandra Wilson) encontra o momento perfeito para dar ao local uma atualização necessária na aparência e na funcionalidade. Durante a construção, Owen Hunt (Kevin McKidd) luta com a chocante reunião com sua irmã, Megan (Abigail Spencer), que foi recentemente encontrada em um campo de reféns no exterior. A descoberta também recebe de volta Teddy Altman (Kim Raver), ex-chefe de cirurgia cardiotorácica e melhor amiga de Owen, o que leva a momentos embaraçosos com Amelia Shepherd (Caterina Scorsone). É claro que Nathan Riggs (Martin Henderson), que já foi apaixonado por Megan, está dividido entre seu amor por ela e seu interesse mais recente em Meredith Grey (Ellen Pompeo). Arizona Robbins (Jessica Capshaw) descobre o que é "fantasma" depois que Eliza Minnick (Marika Dominczyk) desaparece sem deixar rasto, mas rapidamente encontra companhia em uma garota italiana que conheceu no bar, Carina DeLuca (Stefania Spampinato), irmã de Andrew DeLuca (Giacomo Gianniotti). Jo Wilson (Camilla Luddington) luta para consertar seu relacionamento com Alex Karev (Justin Chambers), mas quando suas tentativas fracassam, ela se vê dormindo com um dos novos internos.
Quando Carina descobre que Amelia tem um tumor no cérebro, ela leva seu ex-mentor/professor Dr. Tom Koracick (Greg Germann) para criar um plano de tratamento. Mas quando ele aponta como o tumor afetou seu julgamento, ela teme que possa ter arruinado a vida de seus pacientes ou colocá-los em mais perigo - especificamente a Dra. Nicole Herman (Geena Davis), que apesar de salvar sua vida, ficou cega. Depois que o tumor é removido, Amelia e Owen refletem sobre o casamento e decidem que tudo até aquele momento foi equivocado; o tumor fez de Amelia alguém que ela não era, e eles finalmente decidiram se divorciar. Com todas as mudanças acontecendo no Grey Sloan, Harper Avery (Chelcie Ross) aparece para discutir tudo com Bailey e acaba demitindo-a. Pouco depois, ele imediatamente morre de parada cardíaca. Antes que eles tenham que encontrar outro chefe, Catherine (Debbie Allen) e Jackson Avery (Jesse Williams) restabelecem Bailey em sua posição. Em um jantar em família oferecido por Catherine e Richard Weber (James Pickens Jr.), Maggie Pierce (Kelly McCreary) e Jackson descobrem que ele receberá a herança de seu avô, 250 mil milhões de dólares, que ele eventualmente usará para financiar uma pesquisa médica concurso.
Agora que Megan está saudável de novo, Meredith e Nathan trabalham juntos para trazer o filho de Megan para os Estados Unidos. Na chegada, Nathan, Megan e Farouk se mudam para a Califórnia para começar uma vida juntos, o que oficialmente encerra o relacionamento de Nathan com Meredith. Apesar da separação, Meredith tem notícias mais emocionantes, uma indicação ao altamente estimado Harper Avery Foundation Award, que ela ganha. Enquanto as alegres notícias se espalham pelo hospital, Bailey descobre que Ben Warren (Jason George) quer deixar a cirurgia para se juntar ao Corpo de Bombeiros de Seattle. Com Jo e Alex agora morando juntos novamente, ela percebe quanto controle seu marido, Dr. Paul Stadler (Matthew Morrison), tem sobre ela. Agora, na disputa pelo cargo de residente-chefe, Jo decide pedir o divórcio. Com sua mente em seu relacionamento secreto com Paul, ela fica surpresa ao encontrá-lo no hospital. Jo tenta se afastar dele, mas ao mesmo tempo também acredita que ela tem o dever de informar a noiva de Paul de que tipo de homem ele realmente é. Enquanto Paul continua tentando encontrar Jo, Meredith finge chamar a segurança para removê-lo, mas ele sai antes que eles possam chegar lá. No entanto, ele volta ao pronto-socorro como vítima de um acidente. Com todos correndo pelo pronto-socorro, April Kepner (Sarah Drew) vê um rosto familiar em Matthew (Justin Bruening), o paramédico que ela deixou no altar para se casar com Jackson. Ele está lá com sua esposa, que agora está grávida. Depois que Jo conversa com Jenny (Bethany Joy Lenz), a noiva de Paul, eles se aventuram no quarto de Paul para dizer que o estão levando ao tribunal. Ao receber as notícias, ele tenta atacá-las com raiva; no entanto, ele cai da cama e bate na cabeça, deixando-o inconsciente, deixando-o com morte cerebral. Ainda legalmente sua esposa, Jo decide que eles removam todo o suporte de sustentação da vida. April luta com a ideia de que o homem que ela deixou para buscar sua própria felicidade agora está casado e espera um filho, enquanto ela está sozinha e é uma mãe solteira. Quando ela começa a questionar sua fé, ela age sem preocupações e dorme com um interno.
Com todo o estresse e o trabalho de ser chefe de cirurgia, Bailey começa a mostrar sinais de um ataque cardíaco. Ela acaba no Hospital Presbiteriano de Seattle, onde os médicos levam suas preocupações menos do que a sério. Eles veem em seu gráfico uma história do TOC e acreditam que esse é o problema subjacente, já que os testes que estão sendo executados estão voltando negativos. Bailey chama Maggie para salvá-la e, depois disso, Bailey decide apoiar a decisão de Ben de se tornar um bombeiro, pois ela percebe que a vida é muito curta para fazer qualquer coisa que não seja o que o faz feliz.
Com o início do concurso de pesquisa médica, financiado pelo dinheiro de Jackson, os médicos começam a se unir e debater ideias que os ajudarão a ganhar o prêmio máximo de uma bolsa que financiará ainda mais sua pesquisa. Meredith descobre que, para seu projeto, ela precisará adquirir uma patente que pertence a Marie Cerone, uma ex-amiga de sua mãe. Quando Marie nega o acesso à patente, Meredith é forçada a investigar mais a fundo o motivo. Segundo Richard, houve uma briga de algum tipo, mas ele nunca soube o que aconteceu entre as duas mulheres. Em um jantar oferecido por Amelia, Maggie traz seu novo namorado para conhecer seus amigos. No entanto, logo é revelado que seu namorado é um homem casado. Rápido para cancelar, Jackson vê sua oportunidade de investir em seu interesse amoroso por Maggie. Na busca de respostas de Meredith, ela descobre que Ellis Grey deixou o nome de Marie fora do método cirúrgico que eles criaram juntos. Para adquirir a patente, ela deve anunciar publicamente uma alteração no nome do método para o método Grey-Cerone. Meredith nega o ultimato. Enquanto Maggie e Jackson tentam superar as peculiaridades de seu relacionamento, Jo chocantemente pede que Alex se case com ela. Ele aceita rapidamente.
Com os projetos de pesquisa em andamento, Owen e Amelia continuam a tirar proveito de seu relacionamento "amigos com benefícios", ou seja, até Amelia descobrir o quão perto Owen está de Teddy. Ela o aconselha a ir atrás dela, se ela é o amor da vida dele. O conselho o envia para a Alemanha, onde ele surpreende Teddy. Os dois conversam a noite toda e planejam ficar juntos, mas quando ela descobre que Amelia havia acabado de lhe dizer na noite anterior para persegui-la, ela se recusa a ser seu plano de backup e o expulsa.
Bailey fica surpresa ao saber que uma de suas internas, Sam Bello (Jeanine Mason), é uma "Dreamer" protegida por (DACA). Meredith projeta um plano para Sam não ser deportada. Apesar dos pedidos de Andrew (namorado de Sam), Meredith a envia para trabalhar com a Dra. Cristina Yang na Suíça. Enquanto o concurso de pesquisa atinge o próximo marco, dia da apresentação, Catherine confronta Jackson sobre um grande segredo referente ao seu avô. O homem teve 13 casos de assédio sexual contra ele, e ela mesma pagou às mulheres grandes assentamentos para manter tudo coberto. Meredith descobre essa verdade e também que Marie Cerone era uma das 13. Desgostosa com toda a situação, Meredith decide devolver os prêmios Harper Avery dela e de sua mãe e Bailey encerra o concurso de pesquisa. Enquanto isso, Catherine tenta com todas as suas forças salvar a face da fundação desde que as notícias se espalharam. Durante a cirurgia, Jackson e Meredith apresentam seu próprio plano, que é renomear a fundação em homenagem a Catherine Avery (nascida Fox) para a Fundação Catherine Fox.
Quando Alex descobre que sua mãe não estava descontando os cheques que ele estava enviando, ele e Jo partem para Iowa para checá-la. Ele surpreendentemente descobre que ela está indo bem e até trabalha seu antigo trabalho na biblioteca. Os dois fazem um convite para o casamento, mas ela se recusa afirmando que seria demais para ela. Enquanto Owen e Amelia lutam para se adaptar a ser pais adotivos - Owen para um bebê e Amelia para a mãe adolescente do bebê drogada, Arizona continua lutando com Sofia, que quer voltar para Nova York para ficar com sua outra mãe, Callie. Depois de ligar para Callie para dizer que elas estão se mudando para a costa leste para ficar mais perto dela, Arizona anunciou sua partida impedida para Bailey. No entanto, uma visita inesperada de Nicole Herman muda um pouco esses planos. Nicole tem acompanhado o trabalho do Arizona e gostaria de fazer parceria com ela na criação do Centro Robbins-Herman para a Saúde da Mulher. 
Matthew acaba no pronto-socorro novamente, mas desta vez para si mesmo, depois que ele capotou o carro. Tentando obter informações sobre o que aconteceu, ele menciona o nome de April, que deixa os médicos em um frenesi tentando garantir que ela esteja segura. Owen a encontra inconsciente no local do acidente, em um barranco próximo. Depois que ele a leva de volta ao hospital, a equipe se reúne para salvá-la, e depois que medidas extremas são tomadas para trazê-la de volta à vida, ela acorda, totalmente funcional. O dia do casamento de Alex e Jo chegou e, embora a maioria dos detalhes tenha se reunido, April (que estava planejando o casamento) entra em pânico quando vários convidados vão para a cerimônia errada. Enquanto tenta escapar, a mãe da noiva desmaia, mantendo Ben e Bailey para trás. Uma vez no hospital, Bailey luta para encontrar um cirurgião cardiovascular disponível até que Teddy inesperadamente chegue à procura de emprego. Jo descobre que foi aceita no programa de bolsas da Gen Gen, mas com medo de perder Alex, Meredith oferece a Jo a posição de assistente de cirurgia geral. O casamento é adiado quando a cerimonialista do casamento entra em choque anafilático e uma traqueotomia de emergência é realizada para salvá-la. Depois que os convidados saem pensando que não haverá casamento, a pastora finalmente chega e realiza o casamento de April e Matthew após um re-noivado surpresa. Em uma balsa de volta à terra, Maggie tem a ideia de ordenar Meredith on-line para oficiar o casamento ali na balsa. Bailey, querendo parar de ser chefe para se concentrar em suas paixões, oferece a Teddy a chance de ser chefe interina. Observando o casamento no hospital em um tablet, na UTI com a mãe da noiva, Teddy revela que está grávida. Arizona se despede tristemente antes de ir para Nova York, mas está tonta por estar mais perto de Callie, que recentemente está solteira.

## Elenco e personagens
| - Ellen Pompeo como Dra. Meredith Grey - Justin Chambers como Dr. Alex Karev - Chandra Wilson como Dra. Miranda Bailey - James Pickens Jr. como Dr. Richard Webber - Kevin McKidd como Dr. Owen Hunt - Jessica Capshaw como Dra. Arizona Robbins - Sarah Drew como Dra. April Kepner - Jesse Williams como Dr. Jackson Avery - Caterina Scorsone como Dra. Amelia Shepherd - Camilla Luddington como Dra. Jo Wilson - Kelly McCreary como Dra. Maggie Pierce - Jason George como Dr. Ben Warren - Martin Henderson como Dr. Nathan Riggs - Giacomo Gianniotti como Dr. Andrew DeLuca | - Debbie Allen como Dra. Catherine Avery - Kim Raver como Dra. Teddy Altman - Abigail Spencer como Dra. Megan Hunt - Greg Germann como Dr. Tom Koracick - Matthew Morrison como Dr. Paul Stadler - Stefania Spampinato como Dra. Carina DeLuca - Jake Borelli como Dr. Levi Schmitt - Jeanine Mason como Dr. Sam Bello - Alex Blue Davis como Dr. Casey Parker - Rushi Kota como Dr. Vikram Roy - Jaicy Elliot como Dra. Taryn Helm - Sophia Taylor Ali como Dra. Dahlia Qadri - Lesley Boone como Judy Kemp - Blake Hood como Clive Johnson - Bethany Joy Lenz como Jenny - Justin Bruening como Matthew Taylor - Nayah Damasen como Kimmie Park - Peyton Kennedy como Betty Nelson - Candis Cayne como Dra. Michelle Velez - Rachel Ticotin como Dra. Marie Cerone - Debra Mooney como Evelyn Hunt | - Bill Smitrovich como Dr. Walter Carr - Chelcie Ross como Dr. Harper Avery - Kate Burton como Dra. Ellis Grey - Mark Moses como Dr. Larry Maxwell - Jaina Lee Ortiz como Andrea 'Andy' Herrera - Scott Speedman como Dr. Nick Marsh - Mary Kay Place como Olive Warner - Sarah Utterback como Olivia Harper - Lindsay Wagner como Helen Karev - Geena Davis como Dra. Nicole Herman |

Notas de elenco
1. ↑  Martin Henderson é creditado como regular até 14x05.

## Episódios
| N.º na série | N.º na temp. | Título                                      | Dirigido por    | Escrito por               | Exibição original      | Audiência (milhões) |
| --- | ------------ | ------------------------------------------- | --------------- | ------------------------- | ---------------------- | ------------------- |
| 294 | 1            | "Break Down the House"                      | Debbie Allen    | Krista Vernoff            | 28 de setembro de 2017 | 8.07                |
| Em um turbilhão de reuniões e uma "grande elevação" do Grey Sloan, Meredith se vê em um complicado triângulo amoroso entre Nathan e Megan, a irmã de Owen, que recentemente revelou estar viva após uma ausência de dez anos em um campo de reféns no exterior. Com o reaparecimento de Megan, Teddy Altman volta a Seattle para apoiar Owen e sua mãe, o que leva a situações desajeitadas com Amelia. Com Stephanie agora fora do Grey Sloan, Jo ansiosamente tenta fazer de Ben sua nova pessoa. Depois de ser deixada por Eliza, Arizona se dá bem com uma garota italiana em um bar e leva ela para casa. Quando Andrew chega em casa, ele encontra sua irmã seminua no sofá com Arizona. |              |                                             |                 |                           |                        |                     |
| 295 | 2            | "Get Off on the Pain"                       | Kevin McKidd    | Krista Vernoff            | 28 de setembro de 2017 | 8.07                |
| Carina, irmã de Andrew, pede para ser apresentada a Bailey para obter aprovação para estudar o controverso tópico da masturbação e orgasmo feminino em seu hospital. Meredith trabalha para que todos concordem que um transplante de parede abdominal é a melhor tática para tratar as feridas de Megan; ela até chama Teddy para apoiar ela. Jo tenta consertar seu relacionamento com Alex. Mais tarde, é revelado que Jo dormiu com um dos novos sub-internos. Owen traí Amélia beijando a Teddy. Mesmo sem o apoio de Jackson, Amelia luta para remover o tumor mastóide de um paciente. Mais tarde, ela participa do estudo de Carina, que a leva a encontrar um enorme tumor em seu próprio cérebro. |              |                                             |                 |                           |                        |                     |
| 296 | 3            | "Go Big or Go Home"                         | Chandra Wilson  | Meg Marinis               | 5 de outubro de 2017   | 8.06                |
| Amelia traz um de seus ex-professores e atual chefe de Neurologia da Johns Hopkins, Dr. Tom Koracick, para ajudá-la a elaborar um plano de tratamento para seu tumor. Para seu desgosto, Dr. Koracick mostra como o comportamento dela foi prejudicado nos últimos dez anos por conta do tumor; Richard certifica-se de que Amelia saiba que seu comportamento não foi tão ruim e a encoraja a conta sobre o tumor para Maggie, Meredith e Owen. Bailey é confrontada por Harper Avery sobre todas as mudanças que foram feitas no hospital e ameaça retirar todo o financiamento da fundação; quando Bailey o enfrenta, Avery a despede. No final do episódio, Avery morre com uma parada cardíaca súbita e, em seguida, Jackson e Catherine Avery contratam Bailey como chefe novamente. Ben e Arizona recorrem a conselhos de Carina quando uma de suas pacientes fica presa em trabalho de parto. Meredith se abre para seu ex-psiquiatra, que agora está sendo paciente, para resolver seu humor em relação ao triângulo amoroso que envolve Nathan e Megan. Jo pede a Alex para voltar para casa. |              |                                             |                 |                           |                        |                     |
| 297 | 4            | "Ain't That a Kick in the Head?"            | Geary McLeod    | Marlana Hope              | 12 de outubro de 2017  | 8.08                |
| Amelia tem seu tumor cerebral removido, mas nos dias seguintes, surgem algumas complicações, como falar apenas francês e perda de memória. Richard inesperadamente traz Maggie para um jantar em família oferecido por Catherine, que fica estranho quando Catherine revela a Jackson sua herança da morte de Harper, um quarto de bilhão de dólares. Bailey e Richard organizam entrevistas com possíveis novos internos, mas não conseguem encontrar um candidato decente. Usando sua pesquisa para justificar sua entrada no país, Meredith e Nathan se unem para levar o filho adotivo de Megan para a América. Amelia e Owen enfrentam o medo de que o casamento se baseie em uma versão de Amelia criada por seu tumor. Arizona descobre que Sofia quer voltar pra Seattle. Jo confessa que odeia o seu ex-marido ainda ter controle sobre ela. |              |                                             |                 |                           |                        |                     |
| 298 | 5            | "Danger Zone"                               | Cecilie Mosli   | Jalysa Conway             | 26 de outubro de 2017  | 7.67                |
| Enquanto Owen ajuda Megan a viajar para a Califórnia, onde começará sua nova vida com Nathan e seu filho, Farouk, eles relembram o tempo que passaram em Fallujah, Iraque. Durante seu tempo no exterior, Nathan pediu Megan em casamento utilizando um colar que era de sua amante. Teddy reconheceu o colar e o fato de Nathan trair, fez Teddy fazer ele contar a verdade a Megan. É revelado que Megan também havia traído Nathan. Atormentada com a traição, Megan pega um helicóptero com uma das atiradoras que atacaram suas tropas, levando ao seu desaparecimento. Enquanto Nathan aguarda a chegada de Megan na casa nova deles, ele se une a Farouk, que está tendo problemas para se adaptar ao mundo livre; Ele também encerra oficialmente seu relacionamento com Meredith, assim como Owen e Amelia quando eles concordam que nenhum deles é realmente feliz. Esse episódio marca a saída do ator Martin Henderson que interpretava o Dr. Nathan Riggs, personagem introduzido pela primeira vez na décima segunda temporada. |              |                                             |                 |                           |                        |                     |
| 299 | 6            | "Come On Down to My Boat, Baby"             | Lisa Leone      | Kiley Donovan             | 2 de novembro de 2017  | 7.38                |
| Como a nova cirurgiã na capa da revista médica JSA, Meredith realiza um procedimento cirúrgico raro para tentar salvar um juiz de seu diagnóstico progressivo de câncer. Os homens do Grey Sloan tiram um "dia de folga" e ficam no barco recém-comprado de Jackson, enquanto as mulheres passam o dia no Tinder. Arizona terminou com Carina em preparação para Sofia voltar para casa. Amelia volta há operar, mas luta com sua confiança, pedindo a ajuda do Dr. Koracick e buscando o encorajamento de Richard. Enquanto Arizona e April reparam os ferimentos de uma mulher causados por um disparo acidental de uma arma escondida dentro de sua vagina, Bailey e Maggie cuidam de um hipocondríaco que foi vítima do tiro acidental. Meredith descobre que foi nomeada para o prêmio anual Harper Avery; no entanto, a notícia é ofuscada pela perda de seu paciente. Jackson dá metade de sua herança a Bailey para financiar uma competição de pesquisa no hospital. Jo descobre que ela está concorrendo a residente-chefe e decide pedir o divórcio de Paul depois de confidenciar sua situação ao juiz. Andrew reconhece uma das novas internas com quem teve um passado, enquanto Owen e Carina são pegos se beijando por Arizona e Andrew. |              |                                             |                 |                           |                        |                     |
| 300 | 7            | "Who Lives, Who Dies, Who Tells Your Story" | Debbie Allen    | Krista Vernoff            | 9 de novembro de 2017  | 8.13                |
| Quando um carro de montanha-russa descarrila, os planos de Meredith para participar da cerimônia de premiação Harper Avery são suspensos. Três pacientes que vão parar no pronto-socorro parecem ex-médicos do hospital: os drs. Cristina Yang, George O'Malley e Izzie Stevens. Amelia e Owen aprendem a trabalhar juntos na sala de cirurgia, depois que Amelia pede um CT surpresa que mostra um grande hematoma no paciente deles. Enquanto Arizona realiza uma cirurgia em Liza, a sósia de Izzie, ela reflete sobre seu relacionamento com Callie e Mark, em preparação para o retorno de Sofia a Seattle. Jo diz que se Alex quiser pode liguar para Izzie e ver como ela está, Alex diz que não quer ligar pois já imagina como ela é: uma cirurgiã feliz e casada, com três filhos. Maggie se une a Zola enquanto ensaiam conhecimentos médicos e conversam sobre Derek. Bailey e Ben brigam por ele contar que irá ingressar no corpo de bombeiros, devido ao medo de Bailey de que ele tenha problemas de compromisso e que ele se machuque. Incapaz de voar para Boston, em uma sala de cirurgia na frente de seus amigos e colegas Meredith é anunciada como a vencedora do prêmio Harper Avery de 2017. |              |                                             |                 |                           |                        |                     |
| 301 | 8            | "Out of Nowhere"                            | Kevin McKidd    | William Harper            | 16 de novembro de 2017 | 7.52                |
| Enquanto os internos lutam para melhorar seu progresso como cirurgiões, Jo começa seu reinado como residente-chefe. As coisas pioram quando o sistema de computadores é invadido no Memorial Grey Sloan, pois todos os registros dos pacientes são mantidos reféns por US $ 20 milhões. Incapaz de entender por que o resgate é tão grande, Bailey percebe que isso se deve à competição recentemente anunciada, financiada pela herança de Jackson. Sem o uso dos avanços tecnológicos aos quais os médicos se acostumaram, eles devem confiar em seus instintos para tratar seus pacientes; Richard ensina seus colegas mais jovens sobre como eles trabalharam na "Idade da Pedra". Um paciente é transportado para outro hospital por um helicóptero que encontra turbulências ruins, fazendo com que uma linha se solte e esguiche sangue por toda parte, inclusive em Jackson e Maggie. Jo tem a surpresa mais assustadora de sua vida quando encontra seu marido abusivo, Paul no hospital. |              |                                             |                 |                           |                        |                     |
| 302 | 9            | "1-800-799-7233"                            | Bill D'Elia     | Andy Reaser               | 18 de janeiro de 2018  | 8.27                |
| Enquanto a equipe do hospital adora o Dr. Paul Stadler e seu lendário trabalho como cirurgião, Jo tenta se afastar dele. Alex e Meredith se unem para fazer o possível para proteger Jo durante o processo de pedido de divórcio. Encharcados de sangue, Jackson e Maggie salvam a vida de seu paciente. April e Owen usam suas habilidades de trauma para trabalhar em pacientes em condições abaixo do ideal, muito parecidas com as que trabalhavam no exterior. Bailey trabalha com um interno excepcionalmente conhecedor de computadores para recuperar o hospital dos invasores; este interno mais tarde conta a Bailey que é "um orgulhoso homem trans". Depois que a noiva de Paul, Jenny, conta a ele sobre sua conversa secreta com Jo, ele confronta ela e Meredith finge ligar para os seguranças para expulsar Paul do hospital. No entanto, ele logo volta ao pronto-socorro como vítima de um atropelamento. |              |                                             |                 |                           |                        |                     |
| 303 | 10           | "Personal Jesus"                            | Kevin Sullivan  | Zoanne Clack              | 25 de janeiro de 2018  | 8.62                |
| Com Paul se recuperando da cirurgia, Meredith questiona o álibi de Alex e Jo. Acreditando que foi sua noiva, Jenny, quem o atropelou, Jo sente a necessidade de perguntar para ela. A paciente de April acaba sendo a esposa grávida de seu ex-noivo, Matthew, provando ser mais do que uma situação embaraçosa, pois ela ajudou a dar à luz ao bebê deles e depois observou ele lidar com a morte inesperada da esposa. Jackson, Bailey e April são suerprendidos quando a polícia aparece com um garoto negro de 12 anos algemado a quem eles atiraram quando ele foi visto tentando entrar em sua própria casa através de uma janela. Os policiais continuam a tratá-lo como um criminoso no pronto-socorro, levando Bailey e Ben a ter "a conversa" com Tuck. Jo e Jenny vão ao quarto que Paul está internado para anunciar que iram levá-lo ao tribunal pelas agressões, ele fica furioso, cai da cama, bate a cabeça e tem uma morte cerebral. Ainda legalmente sua esposa, Jo decide tirá-lo do suporte de vida e ter seus órgãos doados. April termina no banho com Vikram, um interno, depois que ela se vê questionando sua fé. |              |                                             |                 |                           |                        |                     |
| 304 | 11           | "(Don't Fear) the Reaper"                   | Nicole Rubio    | Elisabeth R. Finch        | 1 de fevereiro de 2018 | 8.93                |
| Com sua intuição e os sinais mais sutis de um ataque cardíaco, Bailey acaba no pronto-socorro do Seattle Presbyterian; no entanto, depois que seus médicos a tratam com condescendência, assumindo que ela está imaginando um ataque cardíaco e realmente sofrendo apenas de seu TOC, ela pede que Maggie venha salvá-la. Quando Maggie chega, ela encontra Richard, que encontrou seu caminho até lá com base no histórico de presença de Bailey. Com sua vida brilhando diante de seus olhos, Bailey reflete sobre sua educação e seu passado como cirurgiã, com todas as lutas e estresses pelas quais passou para chegar a esse ponto de sua vida. Logo antes de ela ser submetida a uma cirurgia de emergência para salvar sua vida, Bailey pede que Maggie ligue para Ben, que é capaz de chegar lá antes que ela acorde. Ben anuncia que deixou de ser bombeiro, mas Bailey exige que ele volte e nunca faça nada além do que ele realmente ama. |              |                                             |                 |                           |                        |                     |
| 305 | 12           | "Harder, Better, Faster, Stronger"          | Jeannot Szwarc  | Kiley Donovan             | 8 de fevereiro de 2018 | 7.32                |
| À medida que o concurso se aproxima, surge uma tensão competitiva entre os médicos e os internos selecionados que disputam milhões de dólares. Em preparação para surpreender Catherine em seu aniversário, Richard faz aulas de dança de salsa com Maggie, que está lutando com o aniversário de um ano da morte de sua mãe. Amelia e Alex trabalham em um caso pediátrico, a fim de salvar a capacidade da paciente de cantar e manter todas as capacidades mentais. Meredith recebe a visita de uma velha paciente de esplenectomia, que está de volta com vários baços em miniatura, o que leva Meredith á ter sua ideia para a competição, e Jackson é puxado para a ideia de competição de confirmação de gênero de sua mãe, apesar de não querer. |              |                                             |                 |                           |                        |                     |
| 306 | 13           | "You Really Got a Hold on Me"               | Nzingha Stewart | Stacy McKee               | 1 de março de 2018     | 7.52                |
| Um incêndio em casa leva dois meninos, que foram resgatados pelo corpo de bombeiros do Seattle Grace - Estação 19, ao pronto-socorro. Meredith conhece Andy Herrera, uma bombeira, que tem a mão dentro do paciente, apertando a aorta abdominal. Ben leva Andy para a galeria para ver a ação dentro da sala de cirurgia; E Ben luta com a ideia de não ser mais cirurgião. O Dr. Tom Koracick, ex-professor de Amelia, aparece para ajudá-la em seu projeto de pesquisa, mas rapidamente nega suas ideias. No entanto, quando eles discutem sobre suas diferenças de opiniões, eles têm uma ideia para salvar sua paciente. Richard observa Bailey de perto, pois é seu primeiro dia de volta depois de se recuperar de um ataque cardíaco. Jackson começa a se preocupar com April e com o fato de os internos a apelidarem de "a Festa". Esse episódio serve como episódio piloto do spin-off, Station 19. |              |                                             |                 |                           |                        |                     |
| 307 | 14           | "Games People Play"                         | Chandra Wilson  | Jason Ganzel & Julie Wong | 8 de março de 2018     | 7.07                |
| À medida que o romance de Maggie com Clive fica mais sério, Amelia sugere organizar uma noite de jogos para que eles possam julgá-lo secretamente. Meredith se prepara para conhecer o proprietário da patente que está buscando; no entanto, ela fica surpresa ao descobrir que é uma velha "amiga" de Ellis, Marie. Quando Marie rejeita a oportunidade de entregar a patente, Meredith recorre a mostrar a ela que o dispositivo já foi implementado e funciona. A equipe jurídica é trazida depois que April esquece de registrar que acidentalmente cortou a orelha de um paciente, que cai no chão e faz com que DeLuca escorregue e caia, resultando em uma concussão. Alex pede permissão para usar maconha medicinal em sua paciente menor de idade, mas quando sua avó descobre seu plano de tratamento, ela o despede temporariamente. A noite do jogo muda quando April fica bêbada e uma convidada inesperada aparece - a esposa de Clive, interrompendo o relacionamento com Maggie, Jackson vê sua oportunidade e segue em frente com Maggie. Richard revela a Meredith que Marie e Ellis tiveram uma briga, o que leva Meredith à conclusão de que ela foi enganada. |              |                                             |                 |                           |                        |                     |
| 308 | 15           | "Old Scars, Future Hearts"                  | Ellen Pompeo    | Tameson Duffy             | 15 de março de 2018    | 7.18                |
| Alex, Jo e Maggie refletem sobre seus primeiros amores enquanto preparam seu paciente adolescente para uma cirurgia cardíaca; no entanto, quando um transplante de coração fica disponível, ele o nega, aceitando somente depois que seu namorado termina com ele. Marie diz a Meredith que sua amizade com Ellis terminou quando Ellis deixou seu nome fora de sua pesquisa vencedora do prêmio Harper Avery. Marie dá a Meredith o ultimato de que, para que ela obtenha a patente, ela deve declarar que o método Grey de Ellis como o método Grey-Cerone. Depois de uma noite passada juntos, April confessa a Tom que seu comportamento desviante é resultado de sua fé. Maggie e Jackson aprendem a superar suas diferenças. Alex teme que os pedidos de bolsa de Jo indiquem que ela está disposta a deixá-lo para trás em Seattle; no entanto, em uma reviravolta, Jo pede que Alex se case com ela e ele aceita rapidamente. |              |                                             |                 |                           |                        |                     |
| 309 | 16           | "Caught Somewhere in Time"                  | Nicole Rubio    | Jalysa Conway             | 22 de março de 2018    | 7.61                |
| A paciente de Bailey é uma das heroínas de sua infância, uma astronauta que está no processo de construir uma máquina do tempo. Meredith joga a toalha em sua pesquisa, já que ela não está mais recebendo a patente. Richard e Catherine descobrem o relacionamento de Jackson e Maggie, o que causa uma tensão incômoda quando Jackson, Catherine e Richard trabalham juntos no caso da vaginoplastia. April assume o programa de certificação de trauma e deixa os internos em lágrimas e dúvidas. Depois que Bailey perde seu paciente, ela encontra a inspiração necessária para nomear seu projeto de pesquisa "The Trailblazer", e Jo reacende a vontade de Meredith de continuar com seu projeto. Amelia e Owen continuam seu relacionamento de "amigos com benefícios" até que ela descubra quão perto Owen e Teddy estão, e Arizona ajuda Sofia a se acostumar com sua nova vida em Seattle. |              |                                             |                 |                           |                        |                     |
| 310 | 17           | "One Day Like This"                         | Kevin McKidd    | Elisabeth R. Finch        | 29 de março de 2018    | 7.15                |
| April confronta Bailey quando ela discorda do plano de tratamento de Bailey para um rabino que veio três vezes por diverticulite e Bailey lhe deu somente antibióticos, e agora ele sofre de necrólise epidérmica tóxica como efeito colateral. Enquanto April trata o rabino, ele lhe dá uma lição de fé que lhe permite refletir sobre suas lutas recentes. Meredith faz amizade com um novo cirurgião de transplante da Clínica Mayo, o Dr. Nick Marsh, que está se recuperando de um recente transplante de rim. Depois que os resultados do laboratório retornam, Meredith o leva à cirurgia para remover um coágulo sanguíneo e salvar seu rim com sucesso. Depois de terminar com Amelia, Owen vai até Teddy, que agora vive na Alemanha. No entanto, após o reencontro curto e feliz, Teddy descobre que há pouco tempo ele ainda estava dormindo com Amelia e se recusa a ser sua segunda escolha. |              |                                             |                 |                           |                        |                     |
| 311 | 18           | "Hold Back the River"                       | Geary McLeod    | Alex Manugian             | 5 de abril de 2018     | 6.84                |
| Richard fica surpreso ao ver sua madrinha do AA, Ollie, chegar ao Grey Sloan em uma ambulância. Depois que ela nega a capacidade de salvar sua vida mais uma vez, ele pede a ajuda de Maggie e Meredith. Agora que Owen está de volta aos Estados Unidos, ele tem que enfrentar o desdém de Arizona e a briga com Teddy. Entre as conversas pessoais, Arizona e Owen procuram um oncologista fraudulento. Alex, Amelia e Tom ressecam o tumor cerebral de Noah, apesar de nunca terem realizado o procedimento antes. Embora bem-sucedidas, Amelia e Tom decidem que é muito arriscado fazer o mesmo com Kimmy, o que enfurece Alex. April se esforça para fazer as pazes com seus colegas e Jackson, afirmando que encontrou Jesus novamente. Meredith e Jo descobrem que suas pesquisas podem ser bem-sucedidas sem o polímero e que podem ajudar os pacientes a aumentar o fígado e salvar vidas. |              |                                             |                 |                           |                        |                     |
| 312 | 19           | "Beautiful Dreamer"                         | Jeannot Szwarc  | Meg Marinis               | 12 de abril de 2018    | 6.97                |
| Bailey é pega de surpresa quando um agente da ICE (Imigração e Alfândega) aparece procurando uma de suas internas, Sam Bello. Sem saber da situação, Sam explica que ela é uma "dreamy" protegida pelo DACA. Enquanto Meredith e Andrew planejam ideias para impedir que Sam seja deportada de volta para El Salvador, Bailey distrai o agente Fields com preocupações sobre sua saúde. Enquanto Arizona e Carina avançam em suas pesquisas aprendendo com a morte de seu paciente anterior, April fica surpresa ao ver Matthew de volta ao Grey Sloan com sua bebê que não está conseguindo ganhar peso. Quando Alex se recusa a desistir de Kimmy, Jo realiza o sonho de Kimmy e assina os papéis da alta. Catherine volta para apoiar Richard, que ficou com Ollie até o último suspiro. Meredith envia Sam para Zurique para estudar com Cristina; Owen se inscreve para adotar, e Jackson confronta Maggie sobre sua tendência a resistir ao relacionamento deles. Jackson instrui a Harper Avery Foundation a liberar uma pesquisadora de um acordo para que ela possa colaborar com Amelia; Catherine diz a Richard que o hospital passará por uma fase difícil. |              |                                             |                 |                           |                        |                     |
| 313 | 20           | "Judgment Day"                              | Sydney Freeland | Julie Wong                | 19 de abril de 2018    | 6.93                |
| No início da próxima etapa do concurso de pesquisa, as 25 principais propostas serão apresentadas por seus respectivos proprietários, que se reuniram para apresentar à frente de um painel e público. Arizona compartilha cookies, fornecidos por uma de suas pacientes, com seus colegas; no entanto, mais tarde ela descobre que eles estavam cheios de maconha. Devido a isso, as apresentações são adiadas e os internos são convocados para substituir os médicos que comeram os cookies. Meredith é chamada para substituir Bailey em uma cirurgia, por conta dos cookies, e Bailey acidentalmente fere a mão de Meredith, fazendo com que Jo realize a cirurgia sozinha. Jo faz uso efetivo do projeto de Richard. Catherine conta a Jackson dos 13 casos de assédio sexual que foram arquivados contra seu avô e como foram encobridos; April ouve e depois compartilha o segredo com Bailey, que tem um segredo próprio - ela está em parceria com uma empresa de brinquedos sexuais para fazer seu dispositivo "Trailblazer". Owen recebe uma ligação sobre seu primeiro filho adotivo, o que o deixa nervoso até que Amelia o ajude. Meredith descobre o passado sombrio de Harper Avery e, além disso, que Marie Cerone era uma das 13 mulheres. Richard demite o interno, Dr. Vikram Roy, que foi encontrado praticando medicina sob a influência de maconha. |              |                                             |                 |                           |                        |                     |
| 314 | 21           | "Bad Reputation"                            | Kevin McKidd    | Mark Driscoll             | 26 de abril de 2018    | 6.54                |
| Com a notícia se espalhando sobre o Harper Avery, Meredith decide devolver os prêmios dela e de Ellis à fundação. Catherine contrata uma especialista em gerenciamento de crises, que traz um paciente para Jackson e Meredith para curar como um golpe de relações públicas. Bailey encerra o concurso de inovação por receio de que a Avery o financie. April oferece seu tempo para planejar o casamento de Alex e Jo. Alex e Jo ficam estranhos quando, Olivia, a ex-enfermeira, volta ao hospital com seu filho - que engoliu um apito - e começa a falar de seu passado com Alex. Owen leva Leo para seu check-up com sua mãe biológica, que acaba conversando com Amelia. Pensando que ela pode ajudá-la com seu vício em drogas e Amelia a abriga. Meredith e Jackson pensam em uma maneira de salvar a fundação, mudando seu nome para Catherine Fox Foundation, dedicada a todas as mulheres vitimadas pelo regime anterior. Alex descobre que o saldo da sua conta bancária é muito alto devido a sua mãe não descontar os cheques que ele está enviando para ela, e Vikram planeja processar o hospital por rescisão indevida. |              |                                             |                 |                           |                        |                     |
| 315 | 22           | "Fight for Your Mind"                       | Jesse Williams  | Andy Reaser               | 3 de maio de 2018      | 6.66                |
| Alex e Jo vão até Iowa para localizar sua mãe, apenas para descobrir que ela não exibe mais comportamento esquizofrênico e que até voltou ao seu antigo emprego. Richard e Bailey lutam para impedir que o hospital seja processado por Vikram Roy; embora Bailey defenda a demissão, Richard reflete sobre os tempos em que operou embriagado. Enquanto Amelia ajuda Betty a desintoxicar, Arizona luta para aceitar que Sofia roubou dinheiro. Meredith mata tempo antes de sua apresentação jogando dardos com um cara que ela descobre que é um cirurgião que está lá para vê-la. A conversa leva Meredith a decidir que o "Método Grey" deve ser renomeado como "Método Grey-Cerone". Depois que Alex resolve as coisas com sua mãe, Jo faz um convite para ela ir ao casamento, mas ela recusa gentilmente. Bailey permite que Vikram retorne sob regras. Amelia visita um grupo de AA depois que Betty foge, e Arizona liga para Callie para dizer que é hora dela e Sofia se mudarem para Nova York. |              |                                             |                 |                           |                        |                     |
| 316 | 23           | "Cold as Ice"                               | Bill D'Elia     | William Harper            | 10 de maio de 2018     | 6.54                |
| Depois que Arizona diz a Bailey sobre sua saída do hospital, ela e Amelia consultam uma paciente familiar, a Dra. Nicole Herman. Sua chegada apresenta uma oportunidade que muda os planos futuros do Arizona - a chance de formar uma parceria com ela e criar o Centro Robbins-Herman para a Saúde da Mulher. Quando Matthew acaba no pronto-socorro depois de capotar o carro, ele menciona que April também estava no carro, os médicos temem o pior. Freneticamente tentando localizá-la, Owen a encontra inconsciente em um barranco próximo ao acidente. Arizona dá a notícia de que Matthew e April estão se vendo há meses e que estão apaixonados. Sem saber dos acontecimentos mais recentes, Alex e Jo trabalham para finalizar os detalhes de seu casamento. Maggie acha que detecta um ritmo baixo no monitor de April, mas precisa chocá-la repetidamente para fortalecê-lo. Pensando que é o fim de April, Jackson finalmente ora a Deus e implora que Ele a salve em troca de sua crença; April desperta totalmente funcional, apesar da descrença de todos os seus colegas de trabalho. |              |                                             |                 |                           |                        |                     |
| 317 | 24           | "All of Me"                                 | Debbie Allen    | Krista Vernoff            | 17 de maio de 2018     | 7.60                |
| O dia do casamento de Alex e Jo chegou e, embora a maioria dos detalhes tenha dado certo, April (que deixou o hospital e agora está fazendo trabalhos médicos com os sem-teto) entra em pânico quando vários convidados vão para a localização e cerimônia errada. Enquanto os médicos do Grey Sloan tentam escapar da cerimônia errada, a mãe da noiva desmaia, mantendo Ben e Bailey para trás. No hospital, Bailey luta para encontrar um cirurgião cardiovascular disponível até que Teddy inesperadamente chega à procura de emprego. Jo descobre que foi aceita no programa de bolsas da Gen Gen, mas Meredith com medo de perder Alex, oferece a Jo a posição de atendente de cirurgia geral. Quando os convidados chegam, Alex e Jo acidentalmente se trancam em um galpão depois de se envolverem em uma última aventura antes de se casarem. O casamento é adiado quando a cerimonialista do casamento entra em choque anafilático e uma traqueotomia de emergência é realizada para salvá-la. Depois que os convidados saem pensando que não haverá casamento, a pastora finalmente chega, então é realizado o casamento de April e Matthew após um re-noivado surpresa. Em uma balsa, Maggie tem a ideia de ordenar Meredith on-line para oficializar o casamento de Alex e Jo ali na balsa. Bailey, querendo parar de ser chefe para se concentrar na sua paixão por cirugia, oferece a Teddy a chance de ser chefe interina. Observando o casamento no hospital, em um tablet, na UTI com a mãe da noiva, Teddy revela que está grávida. Arizona se despede tristemente antes de ir para Nova York, mas está feliz por estar mais perto de Callie, que recentemente está solteira. Esse episódio marca a saída das atrizes Jessica Capshaw e Sarah Drew que interpretavam as doutoras Arizona Robbins, introduzida na quinta temporada, e April Kepner, introduzida pela primeira vez na sexta temporada. |              |                                             |                 |                           |                        |                     |

## Produção

### Desenvolvimento
Grey's Anatomy foi renovada para a 14ª temporada em 10 de fevereiro de 2017. Ela estreou em 28 de setembro de 2017, com uma estreia de duas horas. Ellen Pompeo anunciou que iria dirigir vários episódios na 14ª temporada. Em 28 de abril de 2017, a escritora veterana Krista Vernoff anunciou que voltaria ao programa como escritora depois de deixar o programa após a sétima temporada. Em 11 de janeiro de 2018, a ABC lançou uma série on-line de seis episódios, após a chegada dos novos internos cirúrgicos no Grey Sloan Memorial Hospital. A websérie foi escrita por Barbara Kaye Friend e dirigida pela Sarah Drew.

### Casting
A atriz regular Jerrika Hinton não aparece pela primeira vez desde sua introdução no início da 9ª temporada, depois que foi anunciado que ela conseguiu um papel de protagonista na nova série dramática da HBO, de Alan Ball, Here and Now. Hinton havia conversado anteriormente em deixar o programa no final da 12ª temporada, quando ela foi escalada para o piloto de comédia da Shondaland, Toast, mas a ABC não aprovou o projeto. Renovando seu contrato por mais três temporadas como Dra. Arizona Robbins após a décima primeira temporada, Jessica Capshaw retornou para a 14ª temporada. Em 20 de junho de 2017, foi anunciado que Kim Raver repetiria seu papel como Dra. Teddy Altman. Em agosto de 2017, foi anunciado que Abigail Spencer substituiria Bridget Regan como Megan Hunt para um arco de vários episódios nesta temporada. Foi anunciado em agosto de 2017 que a personagem controversa Eliza Minnick, de Marika Dominczyk não retornaria ao programa. Em 13 de setembro de 2017, outra estrela convidada foi anunciada, Greg Germann, e mais tarde foi revelado que seu personagem seria Tom Koracick, mentor de neurocirurgia de Amelia.
Em 9 de outubro de 2017, o novo grupo de internos, que se juntou ao elenco no quarto episódio "Ain't That a Kick in the Head", foi anunciado, sendo Jeanine Mason como Sam Bello, Alex Blue Davis como Casey Parker, Rushi Kota como Vik Roy, Jaicy Elliot como Taryn Helm, Sophia Ali como Dahlia Qadri e Jake Borelli como Levi Schmitt. Em 26 de outubro de 2017, foi anunciado que a aparição de Martin Henderson no quinto episódio intitulado "Danger Zone" seria sua última.
Em 31 de janeiro de 2018, foi anunciado que Candis Cayne se juntaria ao programa como Dra. Michelle Velez para um arco de vários episódios que gira em torno de um personagem transgênero que recebe uma cirurgia inovadora. Em 8 de março de 2018, foi anunciado que Jessica Capshaw e Sarah Drew deixariam a série após a conclusão da temporada.
Foi divulgado em 4 de abril de 2018 que um personagem familiar voltaria ao set mais tarde na temporada, a enfermeira Olivia Harper, de Sarah Utterback, revisitaria o Grey Sloan, não como enfermeira, mas como mãe de uma paciente. Detalhes de sua história ou duração do arco não foram divulgados na época. Em 20 de abril de 2018, foi divulgado que Geena Davis retornaria para o episódio "Cold as Ice" como Dra. Herman para apresentar uma nova oportunidade para Arizona.

## Recepção

### Resposta da crítica
O site agregador de críticas, Rotten Tomatoes, deu à temporada uma classificação de 93% com uma avaliação média de 8.12/10 baseado em 15 avaliações. O consenso do site diz: "As emoções dramáticas de Grey's Anatomy continuam inabaláveis na temporada 14, com uma série de episódios cujo impacto emocional consistente é aprofundado pelo crescimento de personagens anteriormente marginalizados."

### Audiência
| №  | Título                                      | Exibição original      | Rating/share (18–49) | Audiência (em milhões) | DVR (18–49) | Audiência em DVR (milhões) | Total (18–49) | Audiência total (em milhões) | Ref(s) |
| -- | ------------------------------------------- | ---------------------- | -------------------- | ---------------------- | ----------- | -------------------------- | ------------- | ---------------------------- | ------ |
| 1  | "Break Down the House"                      | 28 de setembro de 2017 | 2.3/8                | 8.07                   | 1.6         | 3.91                       | 3.9           | 11.99                        | [ 47 ] |
| 2  | "Get Off on the Pain"                       | 28 de setembro de 2017 | 2.3/8                | 8.07                   | 1.6         | 3.91                       | 3.9           | 11.99                        | [ 47 ] |
| 3  | "Go Big or Go Home"                         | 5 de outubro de 2017   | 2.1/8                | 8.06                   | 1.6         | 3.83                       | 3.7           | 11.89                        | [ 48 ] |
| 4  | "Ain't That a Kick in the Head?"            | 12 de outubro de 2017  | 2.1/8                | 8.08                   | 1.4         | 3.51                       | 3.5           | 11.59                        | [ 49 ] |
| 5  | "Danger Zone"                               | 26 de outubro de 2017  | 1.8/7                | 7.67                   | 1.5         | 3.54                       | 3.3           | 11.22                        | [ 50 ] |
| 6  | "Come On Down to My Boat, Baby"             | 2 de novembro de 2017  | 1.8/7                | 7.38                   | 1.5         | 3.45                       | 3.2           | 10.84                        | [ 51 ] |
| 7  | "Who Lives, Who Dies, Who Tells Your Story" | 9 de novembro de 2017  | 1.9/7                | 8.13                   | 1.5         | 3.53                       | 3.4           | 11.67                        | [ 52 ] |
| 8  | "Out of Nowhere"                            | 16 de novembro de 2017 | 1.8/7                | 7.52                   | 1.5         | 3.54                       | 3.3           | 11.07                        | [ 53 ] |
| 9  | "1-800-799-7233"                            | 18 de janeiro de 2018  | 2.3/9                | 8.27                   | 1.3         | 3.30                       | 3.6           | 11.58                        | [ 54 ] |
| 10 | "Personal Jesus"                            | 25 de janeiro de 2018  | 2.3/9                | 8.62                   | 1.3         | 3.35                       | 3.6           | 11.98                        | [ 55 ] |
| 11 | "(Don't Fear) the Reaper"                   | 1 de fevereiro de 2018 | 2.3/9                | 8.93                   | 1.4         | 3.41                       | 3.7           | 12.35                        | [ 56 ] |
| 12 | "Harder, Better, Faster, Stronger"          | 8 de fevereiro de 2018 | 2.0/8                | 7.32                   | 1.5         | 3.72                       | 3.5           | 11.05                        | [ 57 ] |
| 13 | "You Really Got a Hold on Me"               | 1 de março de 2018     | 2.0/8                | 7.52                   | 1.6         | 3.90                       | 3.6           | 11.43                        | [ 58 ] |
| 14 | "Games People Play"                         | 8 de março de 2018     | 1.7/7                | 7.07                   | 1.5         | 3.57                       | 3.2           | 10.65                        | [ 59 ] |
| 15 | "Old Scars, Future Hearts"                  | 15 de março de 2018    | 1.8/7                | 7.18                   | 1.5         | 3.64                       | 3.3           | 10.82                        | [ 60 ] |
| 16 | "Caught Somewhere in Time"                  | 22 de março de 2018    | 1.9/8                | 7.61                   | 1.4         | 3.25                       | 3.3           | 10.87                        | [ 61 ] |
| 17 | "One Day Like This"                         | 29 de março de 2018    | 1.8/7                | 7.15                   | 1.4         | 3.50                       | 3.2           | 10.66                        | [ 62 ] |
| 18 | "Hold Back the River"                       | 5 de abril de 2018     | 1.7/7                | 6.84                   | 1.4         | 3.58                       | 3.1           | 10.43                        | [ 63 ] |
| 19 | "Beautiful Dreamer"                         | 12 de abril de 2018    | 1.7/7                | 6.97                   | 1.4         | 3.44                       | 3.1           | 10.42                        | [ 64 ] |
| 20 | "Judgment Day"                              | 19 de abril de 2018    | 1.7/7                | 6.93                   | 1.3         | 3.40                       | 3.0           | 10.35                        | [ 65 ] |
| 21 | "Bad Reputation"                            | 26 de abril de 2018    | 1.5/6                | 6.54                   | 1.3         | 3.31                       | 2.8           | 9.93                         | [ 66 ] |
| 22 | "Fight for Your Mind"                       | 3 de maio de 2018      | 1.6/7                | 6.66                   | 1.4         | 3.44                       | 3.0           | 10.10                        | [ 67 ] |
| 23 | "Cold as Ice"                               | 10 de maio de 2018     | 1.9/8                | 7.35                   | 1.4         | 3.38                       | 3.3           | 10.71                        | [ 68 ] |
| 24 | "All of Me"                                 | 17 de maio de 2018     | 1.9/8                | 7.60                   | 1.3         | 3.09                       | 3.3           | 11.01                        | [ 69 ] |

## Lançamento em DVD
| Grey's Anatomy: The Complete Fourteenth Season | | |                           |                           |                           |
| Detalhes do DVD | Detalhes do DVD | Detalhes do DVD | Características Especiais | Características Especiais | Características Especiais |
| - 24 Episódios - 5 Discos - Áudio em inglês (Dolby Digital 5.1 Surround), alemão, italiano e espanhol (Dolby 2.0) - Legendas: inglês, dinamarquês, finlandês, alemão, italiano, norueguês, espanhol e sueco | - 24 Episódios - 5 Discos - Áudio em inglês (Dolby Digital 5.1 Surround), alemão, italiano e espanhol (Dolby 2.0) - Legendas: inglês, dinamarquês, finlandês, alemão, italiano, norueguês, espanhol e sueco | - 24 Episódios - 5 Discos - Áudio em inglês (Dolby Digital 5.1 Surround), alemão, italiano e espanhol (Dolby 2.0) - Legendas: inglês, dinamarquês, finlandês, alemão, italiano, norueguês, espanhol e sueco | - Não possui              | - Não possui              | - Não possui              |
| Datas de lançamento | | |                           |                           |                           |
| Região 1 | Região 1 | Região 2 | Região 2                  | Região 4                  | Região 4                  |
| | | 22 de outubro 2018 | 22 de outubro 2018        | 7 de novembro de 2018     | 7 de novembro de 2018     |